# Dyneburska Partia Miejska
Dyneburska Partia Miejska (łot. Daugavpils pilsētas partija, DPP; ros. Даугавпилсская городская партия, ДГП) – łotewska regionalna partia polityczna działająca w latach 2000–2010. 

## Historia
Została założona w 2000 przez ówczesnego burmistrza Dyneburga Aleksieja Widawskiego – dawnego członka KPŁ i Partii Zgody Narodowej. W wyborach do rady miejskiej Dyneburga w 2001 ugrupowanie startowało wraz z Łotewską Drogą, otrzymując razem 5 mandatów z 15 – cztery lata później przypadło im 6 miejsc w radzie miejskiej. W 2002 Widawski został wybrany posłem na Sejm z listy koalicji O Prawa Człowieka w Zjednoczonej Łotwie, cztery lata później ponownie uzyskał mandat jako przedstawiciel Centrum Zgody, którego Dyneburska Partia Miejska była podmiotem od 2005. W wyborach w 2010 posłem DPP na Sejm został Aleksiej Burunow. 
W 2008 na przewodniczącego ugrupowania wybrano Witalija Azarewicza. 22 stycznia 2011 przewodniczący DPP Azarewicz i przewodniczący SDPS Jānis Urbanovičs podpisali w Dyneburgu umowę o zjednoczeniu DPP z SDPS.